# 木村庄五郎
木村 庄五郎（きむら しょうごろう）は、大相撲の行司の名跡の一つ。江戸期から大正期にかけて4人が名乗ったが、1919年以降襲名されておらず事実上途絶えている。
- 初代 襲名期間は天明3年11月。
- 2代 襲名期間は嘉永3年11月 - 嘉永5年2月。
- 3代 最高位は次席。襲名期間は万延元年3月 - 明治23年5月。
- 4代 最高位は6人目。襲名期間は大正2年5月 - 大正8年5月。